# 1447 год
1447 (ты́сяча четы́реста со́рок седьмо́й) год  по юлианскому календарю — невисокосный год, начинающийся в воскресенье. Это 1447 год нашей эры, 7‑й год 5‑го десятилетия XV века 2‑го тысячелетия, 8‑й год 1440‑х годов. Он закончился 578 лет назад.
| Пн | Вт | Ср | Чт | Пт | Сб | Вс |
|    |    |    |    |    |    | 1  |
| 2  | 3  | 4  | 5  | 6  | 7  | 8  |
| 9  | 10 | 11 | 12 | 13 | 14 | 15 |
| 16 | 17 | 18 | 19 | 20 | 21 | 22 |
| 23 | 24 | 25 | 26 | 27 | 28 | 29 |
| 30 | 31 |    |    |    |    |    |

| Пн | Вт | Ср | Чт | Пт | Сб | Вс |
|    |    | 1  | 2  | 3  | 4  | 5  |
| 6  | 7  | 8  | 9  | 10 | 11 | 12 |
| 13 | 14 | 15 | 16 | 17 | 18 | 19 |
| 20 | 21 | 22 | 23 | 24 | 25 | 26 |
| 27 | 28 |    |    |    |    |    |

| Пн | Вт | Ср | Чт | Пт | Сб | Вс |
|    |    | 1  | 2  | 3  | 4  | 5  |
| 6  | 7  | 8  | 9  | 10 | 11 | 12 |
| 13 | 14 | 15 | 16 | 17 | 18 | 19 |
| 20 | 21 | 22 | 23 | 24 | 25 | 26 |
| 27 | 28 | 29 | 30 | 31 |    |    |

| Пн | Вт | Ср | Чт | Пт | Сб | Вс |
|    |    |    |    |    | 1  | 2  |
| 3  | 4  | 5  | 6  | 7  | 8  | 9  |
| 10 | 11 | 12 | 13 | 14 | 15 | 16 |
| 17 | 18 | 19 | 20 | 21 | 22 | 23 |
| 24 | 25 | 26 | 27 | 28 | 29 | 30 |

| Пн | Вт | Ср | Чт | Пт | Сб | Вс |
| 1  | 2  | 3  | 4  | 5  | 6  | 7  |
| 8  | 9  | 10 | 11 | 12 | 13 | 14 |
| 15 | 16 | 17 | 18 | 19 | 20 | 21 |
| 22 | 23 | 24 | 25 | 26 | 27 | 28 |
| 29 | 30 | 31 |    |    |    |    |

| Пн | Вт | Ср | Чт | Пт | Сб | Вс |
|    |    |    | 1  | 2  | 3  | 4  |
| 5  | 6  | 7  | 8  | 9  | 10 | 11 |
| 12 | 13 | 14 | 15 | 16 | 17 | 18 |
| 19 | 20 | 21 | 22 | 23 | 24 | 25 |
| 26 | 27 | 28 | 29 | 30 |    |    |

| Пн | Вт | Ср | Чт | Пт | Сб | Вс |
|    |    |    |    |    | 1  | 2  |
| 3  | 4  | 5  | 6  | 7  | 8  | 9  |
| 10 | 11 | 12 | 13 | 14 | 15 | 16 |
| 17 | 18 | 19 | 20 | 21 | 22 | 23 |
| 24 | 25 | 26 | 27 | 28 | 29 | 30 |
| 31 |    |    |    |    |    |    |

| Пн | Вт | Ср | Чт | Пт | Сб | Вс |
|    | 1  | 2  | 3  | 4  | 5  | 6  |
| 7  | 8  | 9  | 10 | 11 | 12 | 13 |
| 14 | 15 | 16 | 17 | 18 | 19 | 20 |
| 21 | 22 | 23 | 24 | 25 | 26 | 27 |
| 28 | 29 | 30 | 31 |    |    |    |

| Пн | Вт | Ср | Чт | Пт | Сб | Вс |
|    |    |    |    | 1  | 2  | 3  |
| 4  | 5  | 6  | 7  | 8  | 9  | 10 |
| 11 | 12 | 13 | 14 | 15 | 16 | 17 |
| 18 | 19 | 20 | 21 | 22 | 23 | 24 |
| 25 | 26 | 27 | 28 | 29 | 30 |    |

| Пн | Вт | Ср | Чт | Пт | Сб | Вс |
|    |    |    |    |    |    | 1  |
| 2  | 3  | 4  | 5  | 6  | 7  | 8  |
| 9  | 10 | 11 | 12 | 13 | 14 | 15 |
| 16 | 17 | 18 | 19 | 20 | 21 | 22 |
| 23 | 24 | 25 | 26 | 27 | 28 | 29 |
| 30 | 31 |    |    |    |    |    |

| Пн | Вт | Ср | Чт | Пт | Сб | Вс |
|    |    | 1  | 2  | 3  | 4  | 5  |
| 6  | 7  | 8  | 9  | 10 | 11 | 12 |
| 13 | 14 | 15 | 16 | 17 | 18 | 19 |
| 20 | 21 | 22 | 23 | 24 | 25 | 26 |
| 27 | 28 | 29 | 30 |    |    |    |

| Пн | Вт | Ср | Чт | Пт | Сб | Вс |
|    |    |    |    | 1  | 2  | 3  |
| 4  | 5  | 6  | 7  | 8  | 9  | 10 |
| 11 | 12 | 13 | 14 | 15 | 16 | 17 |
| 18 | 19 | 20 | 21 | 22 | 23 | 24 |
| 25 | 26 | 27 | 28 | 29 | 30 | 31 |

## События
- 1350—1490 — Борьба <<трески>> и <<крючков>>. Серия внутренних военных конфликтов, в основном, вокруг титула графа Голландии[1].
- 1415—1453 — Ланкастерская война. Третий этап Столетней войны (1337-1453)[2].
- 1423—1448 — Вторая Гельдернская война[3].
- 1425—1454 — Войны в Ломбарди[4]
- 1431—1449 — Базельский собор. Созван папой Мартином V для реформирования церкви, урегулирования военного конфликта с гуситами и воссоединения Западной и Восточной церквей. Провозгласил верховенство соборов над Римским папой[5].
- 1432—1479 — Албано-турецкие войны[6].
- 1443—1468 — восстание Скандербега. Антиосманское восстание, возглавляемым бывшим санджакбеем Дибры Скандербегом на территории, принадлежавшей османским санджакам Албания, Дибра и Охрид (современные Албания и Северная Македония). Восстание было результатом первых христианских побед в крестовом походе на Варну в 1443 году[7]:
  - 1444—1451 — Лежская лига. Военно-политическое объединение албанских князей. Основана в городе Лежа по инициативе Скандербега для борьбы против турецких завоевателей[8].
- 1444—1449 — Зостская вражда. Междоусобица в Священной Римской империи на территории Вестфалии и Нижнего Рейна, в ходе которой город Зост боролся за свою независимость от архиепископа Кельна Дитриха II и право принять власть герцога Клева-Марка Иоганна I, который гарантировал городу его старые права, а также дал новые[9].
- 1446—1451 — Саксонская братская война[10].
- 1447—1448 — началась Албано-венецианская война.
- 14 августа — в Милане провозглашена Амброзианская республика[11].

### ВКЛ
- Собранный Сейм фактически своим решением поставил власть великого князя под контроль Рады панов — совета знати и высшего духовенства[12].
- 2 мая — утверждён Привилей 1447, Казимиров привилей 1447 — законодательный акт в Великом княжестве Литовском, изданный вел. князем Казимиром IV Ягайловичем в Вильно. Положил начало юридическому оформлению зависимости крестьян от феодалов.

## Русь
Правление: 1446—1447 —  Дмитрий Юрьевич Шемяка и 1425—1446 и 1447—1462 — Василий II Васильевич Тёмный

### Правление Дмитрия Юрьевича Шемяка
- Январь — Василий II Васильевич осадил Углич (город сдался после артобстрела), близ которого соединились все разрозненные отряды его вассалов и сторонников. Дмитрий Шемяка вместе с князем Иваном Андреевичем отправился, в сопровождении только своих вассалов в Галич[13].
- Конец января — серпуховский князь Василий Ярославич получил Дмитров с округой, звенигородскую волость Суходол и вышгородские волости с Красным селом[14].
- Февраль  — Софья Витовтовна, отправленная Дмитрием Шемякой в ссылку в 1446 году в Чухлому, после утраты великокняжеского стола вернул её  в Галич, затем взял с собой в поход в Каргополь (возможно в качестве заложницы), откуда после переговоров с Василием II отпустил в Москву[15].

#### Правление Василий II Васильевич Тёмный
- 1443—1448 — новгородско-ливонская война[16].
  - Июль — новгородцы под командованием князя Александра Чарторыйского в морском сражении в устье Наровы разбили идущее на помощь Финке Овербергу подкрепление. После ухода новгородского войска ливонский магистр всё же предпринял ещё одну попытку осадить взять Ям. Сражение, согласно ливонским источникам, длилось 13 дней и завершилось победой новгородцев, пришедших со своей артиллерией на подмогу осаждённым. Ливонские войска отступили, понеся большие потери, однако успели разграбить многие деревни[16].
  - Зима 1447/48 — люди князя Александра Чарторыйского предприняли удачный рейд за Нарову, «землю повоеваша, и села пожгоша»[16].
- 17 февраля — Василий Васильевич Тёмный вступил в Москву, 5-й раз заняв великокняжеский престол[17].
- Весна — Василий II встречает в Троице-Сергиевом монастыре свою мать Софью Витовтовну, отпущенную Шемякой и вместе с ней отправляется в Переславль-Залесский[18].
- Весна—лето — военные действия затихают и враждующие стороны делают попытку договориться о мире, заключив перемирие, договариваются о посредниках на переговорах[17].
- 19 июня — Василий II закрепил вассально-союзнические отношения с Василием Ярославичем (ему он пожаловал Дмитров) и двоюродным братом Михаилом Андреевичем (чей удел также был увеличен). Вскоре при их посредничестве были заключены соглашения с Дмитрием Шемякой и Иваном Андреевичем. Последний сумел сохранить за собой Бежецкий Верх и получить половину Заозерья взамен отобранных Козельска и Алексина. Договор обязывал вернуть великокняжескую казну и архив, казны Софьи Витовтовны (Шемяка отпустил её летом из Каргополя) и Марии Ярославны, московских бояр. Он должен был отказаться от самостоятельных отношений с Ордой, денонсировать договорённости с Новгородской республикой, участвовать в уплате ордынского выхода (в большинстве пунктов соглашение осталось невыполненным)[13][18].
- 20 июля — Василий II Тёмный заключает договор с великим рязанским князем Иваном Фёдоровичем, который был вынужден признать себя "братом молодшим" и даёт обязательство "не пристати" к ВКЛ[18].
- 01 сентября — у Василия II Тёмного и Марии Ярославны рождается сын Семён Васильевич[18].
- Дмитрий Шемяка пользуясь заключенным перемирием проводить активную дипломатию по созданию широкой коалиции против Василия Тёмного.  Пытается привлечь на свою сторону нижегородских князей, а через третьих лиц выясняет позицию короля Казимира IV в помощи овладения Шемякой великокняжеского престола[17].
- 15 ноября — 25 декабря — военная поддержка казанским ханом Мамутяком притязаний великого князя Дмитрия Юрьевича Шемяки на Московское княжество против московского князя Василия Тёмного. Арест в Казани по приказу хана киличея, присланного от Василия Тёмного. Отражение прорыва изгонной рати ордынцев вглубь территории Северо-Восточной Руси[19].
- Декабрь — заключённое перемирие заканчивается. Василий II с войском идёт к Галичу против Дмитрия Шемяки. Когда его войско доходит до Костромы, Шемяка обращается к великому князю с просьбой о мире: "грамоты проклятые на себя дал....не хотети ему ни коего лиха князю великому и его детям и всему великкому княжению", что послужило в заключению мирного договора в 1448 году[18].
- 29 декабря —  собор русских епископов подробно перечислил все «неправды» Дмитрия Шемяки (включая призывы ордынцев) и отвёл ему двухнедельный срок на исправление, угрожая отлучением от Церкви и проклятием[13].
- Первое нападение отдельных казанских отрядов на ряд русских уездов[20].
- Зима 1447/1448 — нападение крупных сил на ряд центральных русских уездов во главе с Махмудом[20].
- На службу Василию II Тёмному переходит Михаил Фёдорович Сабуров[18].
- Великий тверской князь Борис Александрович, после короткого запустения, вновь восстановил укрепления г. Кашин, ставшим центром наместничества[21].
- Впервые в общерусских летописных сводах упоминается Каргополь, куда в ходе усобицы бежали Дмитрий Шемяка и можайский князь Иван Андреевич[22].

## Начало правления
См. также: Список глав государств в 1447 году
- 1447—1455 — Папа римский Николай V (1397—1455) (Томмазо Парентучелли).
- 1447—1492 — король Польши Казимир IV Ягеллон. Восстановление личной польско-литовской унии.
- 1447—1449 — султан Хорасана Улугбек, сын Шахруха, известный астроном. Враждебно относился к суфизму и к дервишеским орденам.

## Родились
См. также: Категория:Родившиеся в 1447 году
- 17 апреля — Баттиста Мантуанский, итальянский церковный деятель, аскет, блаженный католической церкви, реформатор монашеского ордена кармелитов, поэт, христианский гуманист (ум. 1516)
- 15 декабря — Альбрехт IV Мудрый, герцог Баварско-Мюнхенский с 1463 года, герцог Баварии с 1503 года (ум. 1508)

## Скончались
См. также: Категория:Умершие в 1447 году